# Chiesa di Nostra Signora di Loddhusio
La chiesa di Nostra Signora di Loddhusio (nota anche con la versione italianizzata di Luddosio o -più recentemente -Loddusio e nota un tempo come Madonna di Loddurio) era un luogo di culto situato in territorio di Orosei, nella Sardegna centro orientale. Edificio del 1363 in pessimo stato di conservazione e gravi problemi di stabilità strutturale, conserva i muri perimetrali e la copertura dell'abside.
L'edificio presenta una facciata a capanna, povera di membrature di superficie e priva di finestre o rosoni, con piccolo portale a sesto circolare. L'interno ha aula a navata unica con pianta rettangolare, divisa in tre campate e terminante con abside a pianta quadrata. Al suo interno il presbiterio risulta coperto con volta a botte, ribassata rispetto a quella dell'aula.
LA chiesa è chiamata "Nostra Signora d'Agosto" nel La Marmora

## Galleria d'immagini

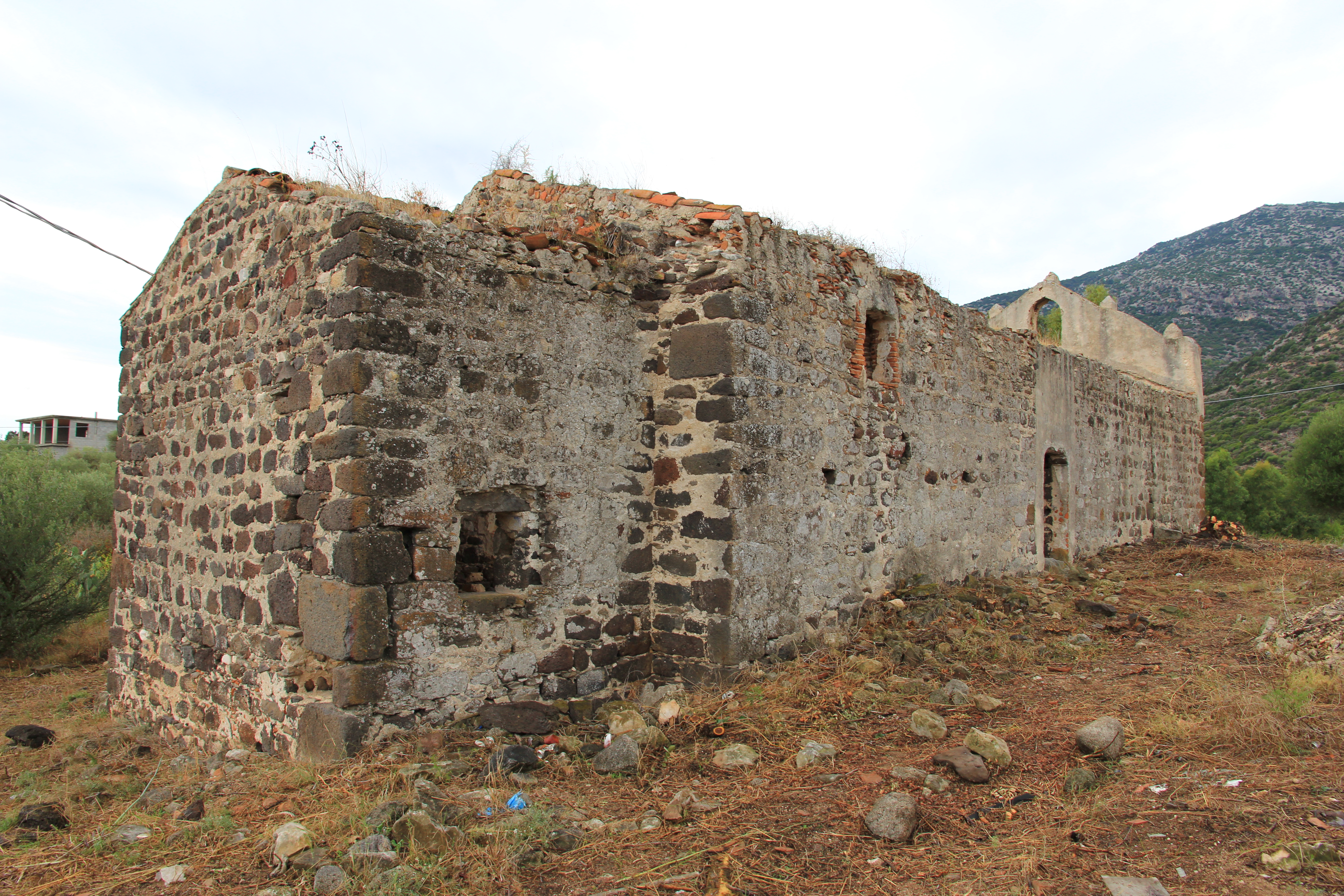
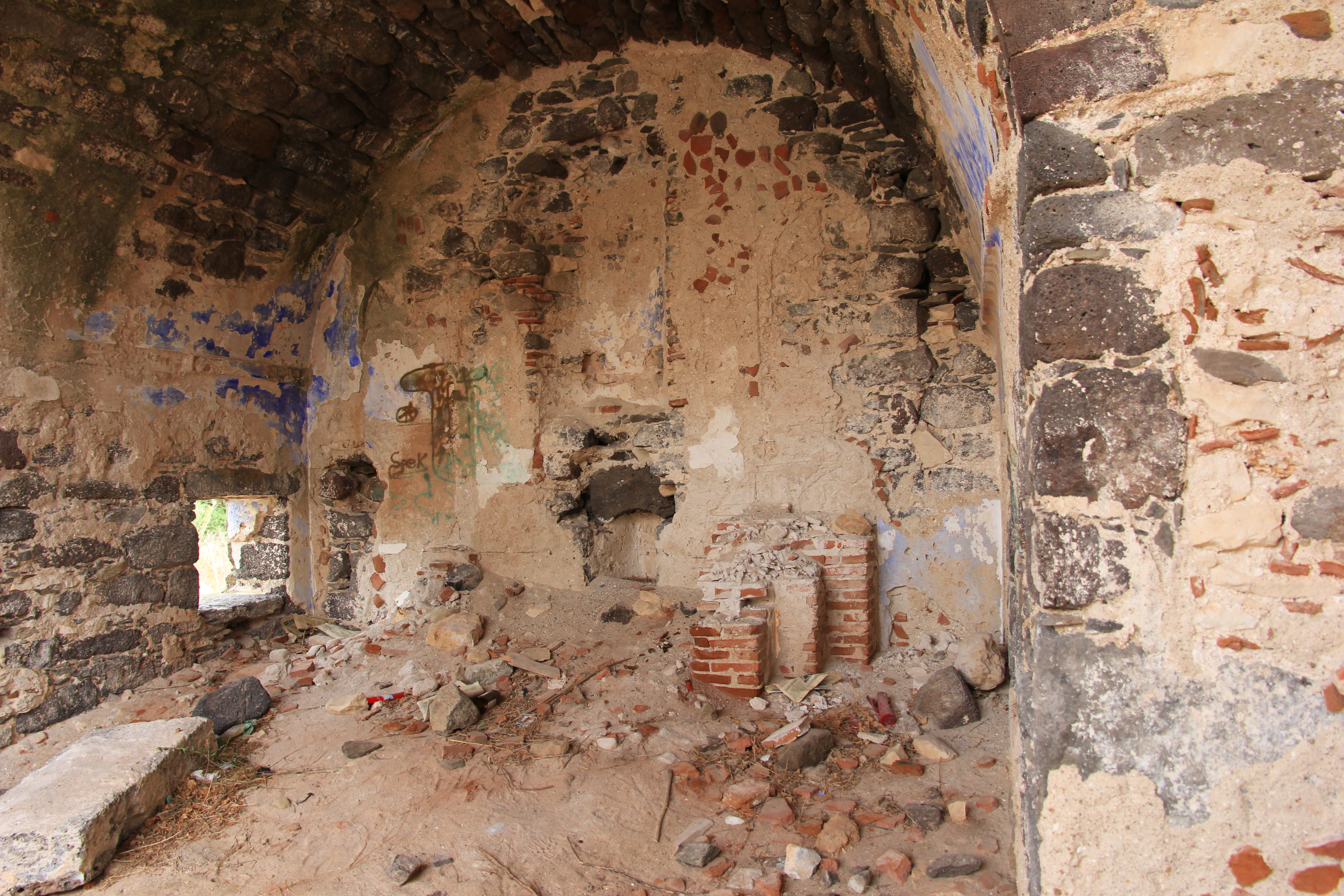
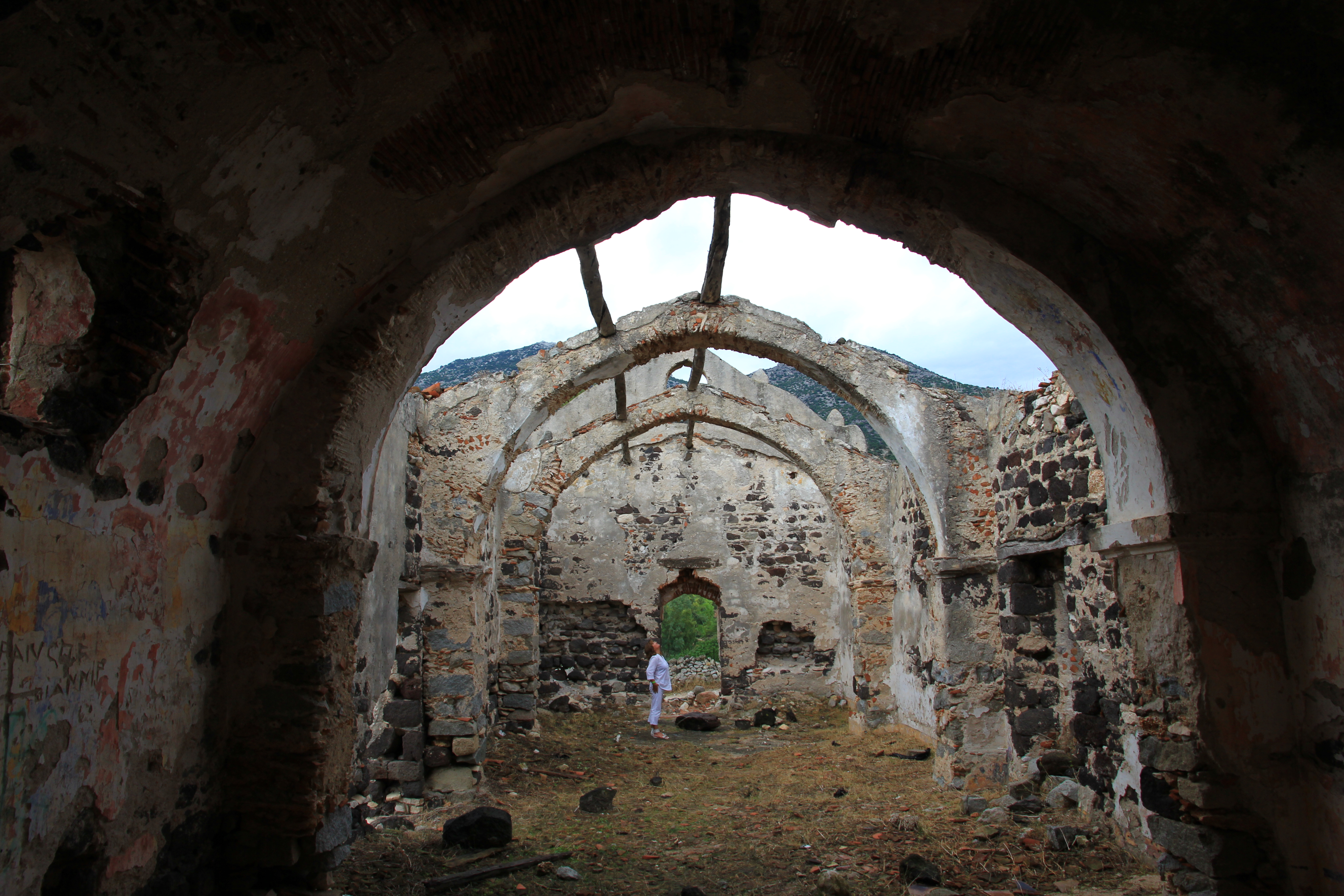